# Liste der olympischen Medaillengewinner aus Italien/Q–Z
Bislang errangen italienische Sportler insgesamt 799 olympische Medaillen (271 × Gold, 244 × Silber und 284 × Bronze).
Zurück zur Liste der olympischen Medaillengewinner aus Italien
- Liste der olympischen Medaillengewinner aus Italien/A–C
- Liste der olympischen Medaillengewinner aus Italien/D–L
- Liste der olympischen Medaillengewinner aus Italien/M–P

## Medaillengewinner

### Q
- Simona Quadarella – Schwimmen (0-0-1)
Tokio 2020: Bronze, 800 m Freistil Frauen
- Gerolamo Quaglia – Ringen (0-0-1)
Amsterdam 1928: Bronze, Federgewicht griechisch-römisch Männer
- Ottorino Quaglierini – Rudern (0-1-0)
Berlin 1936: Silber, Achter Männer
- Elisa Queirolo – Wasserball (0-1-0)
Rio de Janeiro 2016: Silber, Frauen
- Giulia Quintavalle – Judo (1-0-0)
Peking 2008: Gold, Leichtgewicht Frauen

### R
- Mauro Racca – Fechten (0-2-0)
London 1948: Silber, Säbel Team Männer
Helsinki 1952: Silber, Säbel Team Männer
- Alberto Radi – Rudern (0-1-0)
London 1948: Silber, Zweier mit Steuermann
- Federica Radicchi – Wasserball (0-1-0)
Rio de Janeiro 2016: Silber, Frauen
- Nikola Radulović – Basketball (0-1-0)
Athen 2004: Silber, Männer
- Sofia Raffaeli – Rhythmische Sportgymnastik (0-0-1)
Paris 2024: Bronze, Einzel Frauen
- Hansjörg Raffl – Rodeln (0-1-1)
Albertville 1992: Bronze, Zweisitzer Männer
Lillehammer 1994: Silber, Zweisitzer Männer
- Elio Ragni – Leichtathletik (0-1-0)
Berlin 1936: Silber, 4 × 100-m-Staffel Männer
- Antonella Ragno-Lonzi – Fechten (1-0-2)
Rom 1960: Bronze, Florett Team Frauen
Rom 1964: Bronze, Florett Einzel Frauen
Rom 1972: Gold, Florett Einzel Frauen
- Saverio Ragno – Fechten (1-3-0)
Los Angeles 1932: Silber, Degen Team Männer
Berlin 1936: Gold, Degen Team Männer
Berlin 1936: Silber, Degen Einzel Männer
London 1948: Silber, Florett Team Männer
- Cinzia Ragusa – Wasserball (1-0-0)
Athen 2004: Gold, Frauen
- Simone Raineri – Rudern (1-1-0)
Sydney 2000: Gold, Doppelvierer Männer
Peking 2008: Silber, Doppelvierer Männer
- Luca Rambaldi – Rudern (0-1-0)
Paris 2024: Silber, Doppelvierer Männer
- Carlo Rancati – Radsport (0-1-0)
Tokio 1964: Silber, 4000 m Teamverfolgung Männer
- Maurizio Randazzo – Fechten (2-0-0)
Atlanta 1996: Gold, Degen Team Männer
Sydney 2000: Gold, Degen Team Männer
- Gian-Matteo Ranzi – Ringen (0-0-1)
München 1972: Bronze, Leichtgewicht griechisch-römisch Männer
- Pietro Rava – Fußball (1-0-0)
Berlin 1936: Gold, Männer
- Mario Ravagnan – Fechten (0-1-1)
Rom 1960: Bronze, Säbel Team Männer
Tokio 1964: Silber, Säbel Team Männer
- Giuseppe Ravano – Reiten (1-0-0)
Tokio 1964: Gold, Vielseitigkeit Team
- Giuliano Razzoli – Ski Alpin (1-0-0)
Vancouver 2010: Gold, Slalom Männer
- Piero Rebaudengo – Volleyball (0-0-1)
Los Angeles 1984: Bronze, Männer
- Giovanni Reggio – Segeln (1-0-0)
Berlin 1936: Gold, 8-Meter-Klasse
- Franco Riccardi – Fechten (3-1-0)
Amsterdam 1928: Gold, Degen Team Männer
Los Angeles 1932: Silber, Degen Team Männer
Berlin 1936: Gold, Degen Einzel Männer
Berlin 1936: Gold, Degen Team Männer
- Elisa Rigaudo – Leichtathletik (0-0-1)
Peking 2008: Bronze, 20 km Gehen Frauen
- Alex Righetti – Basketball (0-1-0)
Athen 2004: Silber, Männer
- Rolando Rigoli – Fechten (1-1-0)
Mexiko-Stadt 1968: Silber, Säbel Team Männer
München 1972: Gold, Säbel Team Männer
- Benito Rigoni – Bob (0-0-1)
Innsbruck 1964: Bronze, Viererbob Männer
- Severino Rigoni – Radsport (0-1-0)
Berlin 1936: Silber, 4000 m Teamverfolgung Männer
- Enrico Rivolta – Fußball (0-0-1)
Amsterdam 1928: Bronze, Männer
- Manfredi Rizza – Kanu (0-1-0)
Tokio 2020: Silber, Einer-Kajak 200 m Männer
- Giulia Rizzi – Fechten (1-0-0)
Paris 2024: Gold, Degen Team Frauen
- Nicolò Rode – Segeln (1-1-0)
Helsinki 1952: Gold, Star
Melbourne 1956: Silber, Star
- Nicola Rodigari – Shorttrack (0-1-0)
Salt Lake City 2002: Silber, 5000 m Staffel Männer
- Valentina Rodini – Rudern (1-0-0)
Tokio 2020: Gold, Leichtgewichts-Doppelzweier Frauen
- Federico Roman – Reiten (1-1-0)
Moskau 1980: Gold, Vielseitigkeit Einzel
Moskau 1980: Silber, Vielseitigkeit Team
- Mauro Roman – Reiten (0-1-0)
Moskau 1980: Silber, Vielseitigkeit Team
- Guido Romano – Turnen (1-0-0)
Stockholm 1912: Gold, Teammehrkampf Männer
- Marco Romano – Fechten (0-1-0)
Moskau 1980: Silber, Säbel Team Männer
- Rodolfo Rombaldoni – Basketball (0-1-0)
Athen 2004: Silber, Männer
- Diego Romero – Segeln (0-0-1)
Peking 2008: Bronze, Laser Männer
- Luigi Roncaglia – Radsport (0-1-1)
Tokio 1964: Silber, 4000 m Teamverfolgung Männer
Mexiko-Stadt 1968: Bronze, 4000 m Teamverfolgung Männer
- Giuseppe Ros – Boxen (0-0-1)
Tokio 1964: Bronze, Schwergewicht Männer
- Simone Rosalba – Volleyball (0-0-1)
Sydney 2000: Bronze, Männer
- Ezio Roselli – Turnen (1-0-0)
Antwerpen 1920: Gold, Teammehrkampf Männer
- Virginio Rosetta – Fußball (0-0-1)
Amsterdam 1928: Bronze, Männer
- Massimiliano Rosolino – Schwimmen (1-1-2)
Sydney 2000: Gold, 200 m Lagen Männer
Sydney 2000: Silber, 400 m Freistil Männer
Sydney 2000: Bronze, 200 m Freistil Männer
Athen 2004: Bronze, 4 × 200-m-Freistilstaffel Männer
- Bruno Rossetti – Schießen (0-0-1)
Barcelona 1992: Bronze, Skeet
- Gabriele Rossetti – Schießen (2-0-0)
Rio de Janeiro 2016: Gold, Skeet Männer
Paris 2024: Gold, Skeet Mixed
- Gino Rossetti – Fußball (0-0-1)
Amsterdam 1928: Bronze, Männer
- Antonio Rossi – Kanu (3-1-1)
Barcelona 1992: Bronze, Zweier-Kajak 500 m Männer
Atlanta 1996: Gold, Einer-Kajak 500 m Männer
Atlanta 1996: Gold, Zweier-Kajak 1000 m Männer
Sydney 2000: Gold, Zweier-Kajak 1000 m Männer
Athen 2004: Silber, Zweier-Kajak 1000 m Männer
- Cesare Rossi – Rudern (0-0-1)
Amsterdam 1928: Bronze, Vierer ohne Steuermann
- Dante Rossi – Wasserball (1-0-0)
Rom 1960: Gold, Männer
- Gino Rossi – Boxen (0-1-0)
Los Angeles 1932: Silber, Halbschwergewicht Männer
- Jessica Rossi – Schießen (1-0-0)
London 2012: Gold, Trap Frauen
- Galliano Rossini – Schießen (1-1-0)
Melbourne 1956: Gold, Tontaubenschießen Männer
Rom 1960: Silber, Tontaubenschießen Männer
- Salvatore Rossini – Volleyball (0-1-0)
Rio de Janeiro 2016: Silber, Männer
- Alfredo Rota – Fechten (1-0-1)
Sydney 2000: Gold, Degen Team Männer
Peking 2008: Bronze, Degen Team Männer
- Luigi Rovati – Boxen (0-1-0)
Los Angeles 1932: Silber, Schwergewicht Männer
- Cesare Rubini – Wasserball (1-0-1)
London 1948: Gold, Männer
Helsinki 1952: Bronze, Männer
- Davide Rummolo – Schwimmen (0-0-1)
Sydney 2000: Bronze, 200 m Brust Männer
- Clemente Russo – Boxen (0-2-0)
Peking 2008: Silber, Schwergewicht Männer
London 2012: Silber, Schwergewicht Männer
- Pietro Ruta – Rudern (0-0-1)
Tokio 2020: Bronze, Leichtgewichts-Doppelzweier Männer

### S
- Gianluigi Saccaro – Fechten (1-1-1)
Rom 1960: Gold, Degen Team Männer
Tokio 1964: Silber, Degen Team Männer
Mexiko-Stadt 1968: Bronze, Degen Einzel Männer
- Romeo Sacchetti – Basketball (0-1-0)
Moskau 1980: Silber, Männer
- Enzo Sacchi – Radsport (1-0-0)
Helsinki 1952: Gold, Sprint Männer
- Luca Sacchi – Schwimmen (0-0-1)
Barcelona 1992: Bronze, 400 m Lagen Männer
- Emilio Salafia – Fechten (0-2-0)
Amsterdam 1928: Silber, Säbel Team Männer
Los Angeles 1932: Silber, Säbel Team Männer
- Cesare Salvadori – Fechten (1-2-0)
Tokio 1964: Silber, Säbel Team Männer
Mexiko-Stadt 1968: Silber, Säbel Team Männer
München 1972: Gold, Säbel Team Männer
- Ilaria Salvatori – Fechten (1-0-1)
Peking 2008: Bronze, Florett Team Frauen
London 2012: Gold, Florett Team Frauen
- Paolo Salvi – Turnen (2-0-0)
Stockholm 1912: Gold, Teammehrkampf Männer
Antwerpen 1920: Gold, Teammehrkampf Männer
- Gabriele Salviati – Leichtathletik (0-0-1)
Los Angeles 1932: Bronze, 4 × 100-m-Staffel Männer
- Renzo Sambo – Rudern (1-0-0)
Mexiko-Stadt 1968: Gold, Zweier mit Steuermann
- Luigi Samele – Fechten (0-2-2)
London 2012: Bronze, Säbel Team Männer
Tokio 2020: Silber, Säbel Männer
Tokio 2020: Silber, Säbel Team Männer
Paris 2024: Bronze, Säbel Männer
- Ippolito Sanfratello – Eisschnelllauf (1-0-0)
Turin 2006: Gold, Teamverfolgung Männer
- Martina Santandrea – Rhythmische Sportgymnastik (0-0-1)
Tokio 2020: Bronze, Gruppe
- Andrea Santarelli – Fechten (0-1-0)
Rio de Janeiro 2016: Silber, Degen Team Männer
- Giorgio Santelli – Fechten (1-0-0)
Antwerpen 1920: Gold, Säbel Team Männer
- Italo Santelli – Fechten (0-1-0)
Paris 1900: Silber, Säbel für Fechtmeister Männer
- Guido Santin – Rudern (0-1-0)
Berlin 1936: Silber, Zweier mit Steuermann
- Elisa Santoni – Rhythmische Sportgymnastik (0-1-1)
Athen 2004: Silber, Team
London 2012: Bronze, Gruppe
- Alberta Santuccio – Fechten (1-0-1)
Tokio 2020: Bronze, Degen Team Frauen
Paris 2024: Gold, Degen Team Frauen
- Salvatore Sanzo – Fechten (1-1-2)
Sydney 2000: Bronze, Florett Team Männer
Athen 2004: Gold, Florett Team Männer
Athen 2004: Silber, Florett Einzel Männer
Peking 2008: Bronze, Florett Einzel Männer
- Giulio Saraudi – Boxen (0-0-1)
Rom 1960: Bronze, Halbschwergewicht Männer
- Mauro Sarmiento – Taakwondo (0-1-1)
Peking 2008: Silber, Mittelgewicht Männer
London 2012: Bronze, Mittelgewicht Männer
- Giulio Sarrocchi – Fechten (1-1-0)
Paris 1924: Gold, Säbel Team Männer
Amsterdam 1928: Silber, Säbel Team Männer
- Andrea Sartoretti – Volleyball (0-2-1)
Atlanta 1996: Silber, Männer
Sydney 2000: Bronze, Männer
Athen 2004: Silber, Männer
- Alessio Sartori – Rudern (1-1-1)
Sydney 2000: Gold, Doppelvierer Männer
Peking 2004: Bronze, Doppelzweier Männer
London 2012: Silber, Doppelzweier Männer
- Nicola Sartori – Rudern (0-0-1)
Sydney 2000: Bronze, Doppelzweier Männer
- Luciano Savorini – Turnen (1-0-0)
Stockholm 1912: Gold, Teammehrkampf Männer
- Angelica Savrayuk – Rhythmische Sportgymnastik (0-0-1)
London 2012: Bronze, Gruppe
- Antonio Scaduto – Kanu (0-0-1)
Peking 2008: Bronze, Zweier-Kajak 1000 m Männer
- Giovanni Scalzo – Fechten (1-0-2)
Los Angeles 1984: Gold, Säbel Team Männer
Seoul 1988: Bronze, Säbel Einzel Männer
Seoul 1988: Bronze, Säbel Team Männer
- Angelo Scalzone – Schießen (1-0-0)
München 1972: Gold, Trap Männer
- Ylenia Scapin – Judo (0-0-2)
Atlanta 1996: Bronze, Halbschwergewicht Frauen
Sydney 2000: Bronze, Mittelgewicht Frauen
- Luigi Scarabello – Fußball (1-0-0)
Berlin 1936: Gold, Männer
- Daniele Scarpa – Kanu (1-1-0)
Atlanta 1996: Gold, Zweier-Kajak 1000 m Männer
Atlanta 1996: Silber, Zweier-Kajak 500 m Männer
- Giovanni Scatturin – Rudern (1-1-0)
Antwerpen 1920: Gold, Zweier mit Steuermann
Paris 1924: Silber, Zweier mit Steuermann
- Giovanni Scher – Rudern (0-1-0)
Los Angeles 1932: Silber, Vierer mit Steuermann
- Angelo Schiavio – Fußball (0-0-1)
Amsterdam 1928: Bronze, Männer
- Alex Schwazer – Leichtathletik (1-0-0)
Peking 2008: Gold, 50 km Gehen Männer
- Marina Sciocchetti – Reiten (0-1-0)
Moskau 1980: Silber, Vielseitigkeit Team
- Luca Scribani Rossi – Schießen (0-0-1)
Los Angeles 1984: Bronze, Skeet Männer
- Giuseppe Sculli – Fußball (0-0-1)
Athen 2004: Männer
- Angelo Scuri – Fechten (1-0-0)
Los Angeles 1984: Gold, Florett Team Männer
- Dante Secchi – Rudern (0-1-0)
Berlin 1936: Silber, Achter Männer
- Guglielmo Segato – Radsport (1-1-0)
Los Angeles 1932: Gold, Teamzeitfahren Männer
Los Angeles 1932: Silber, Einzelzeitfahren Männer
- Alessandra Sensini – Segeln (1-1-2)
Atlanta 1996: Bronze, Windsurfen Frauen
Sydney 2000: Gold, Windsurfen Frauen
Athen 2004: Bronze, Windsurfen Frauen
Peking 2008: Silber, Windsurfen Frauen
- Ulderico Sergo – Boxen (1-0-0)
Berlin 1936: Gold, Bantamgewicht Männer
- Romano Sgheiz – Rudern (1-0-1)
Melbourne 1956: Gold, Vierer mit Steuermann
Rom 1960: Bronze, Vierer mit Steuermann
- Antonio Siddi – Leichtathletik (0-0-1)
London 1948: Bronze, 4 × 100-m-Staffel Männer
- Pietro Sighel – Shorttrack (0-1-1)
Peking 2022: Silber, 2000 m Mixed-Staffel
Peking 2022: Bronze, 5000 m Staffel Männer
- Carlo Silipo – Wasserball (1-0-1)
Barcelona 1992: Gold, Männer
Atlanta 1996: Bronze, Männer
- Anselmo Silvino – Gewichtheben (0-0-1)
München 1972: Bronze, Mittelgewicht Männer
- Roldano Simeoni – Wasserball (0-1-0)
Montreal 1976: Silber, Männer
- Sara Simeoni – Leichtathletik (1-2-0)
Montreal 1976: Silber, Hochsprung Frauen
Moskau 1980: Gold, Hochsprung Frauen
Los Angeles 1984: Silber, Hochsprung Frauen
- Wenzeslaw Simeonow – Volleyball (0-1-0)
Athen 2004: Silber, Männer
- Stefano Simoncelli – Fechten (0-1-0)
Montreal 1976: Silber, Florett Team Männer
- Mauro Simonetti – Radsport (0-0-1)
Mexiko-Stadt 1968: Bronze, Teamzeitfahren Männer
- Gildo Siorpaes – Bob (0-0-1)
Innsbruck 1964: Bronze, Viererbob Männer
- Sergio Siorpaes – Bob (0-0-2)
Innsbruck 1964: Bronze, Zweierbob Männer
Innsbruck 1964: Bronze, Viererbob Männer
- Gabriele Soares – Rudern (0-1-0)
Paris 2024: Silber, Leichtgewichts-Doppelzweier Männer
- Filippo Soffici – Rudern (0-0-1)
Barcelona 1992: Bronze, Doppelvierer Männer
- Marco Solfrini – Basketball (0-1-0)
Moskau 1980: Silber, Männer
- Gino Sopracordevole – Rudern (0-1-0)
Paris 1924: Silber, Zweier mit Steuermann
- Matteo Soragna – Basketball (0-1-0)
Athen 2004: Silber, Männer
- Bruno Sorich – Rudern (0-0-1)
Paris 1924: Bronze, Achter Männer
- Leonardo Sottani – Wasserball (0-0-1)
Atlanta 1996: Bronze, Männer
- Pasquale Sottile – Volleyball (0-1-0)
Rio de Janeiro 2016: Silber, Männer
- Antonio Spallino – Fechten (1-1-1)
Helsinki 1952: Silber, Florett Team Männer
Melbourne 1956: Gold, Florett Team Männer
Melbourne 1956: Bronze, Florett Einzel Männer
- Pietro Speciale – Fechten (1-1-0)
Stockholm 1912: Silber, Florett Einzel Männer
Antwerpen 1920: Gold, Florett Team Männer
- Garibaldi Spighi – Reiten (0-1-0)
Antwerpen 1920: Silber, Vielseitigkeit Team
- Brunello Spinelli – Wasserball (1-0-0)
Rom 1960: Gold, Männer
- Giovanni Spinola – Rudern (0-1-0)
Tokio 1964: Silber, Vierer mit Steuermann
- Ilaria Spirito – Volleyball (1-0-0)
Paris 2024: Gold, Frauen
- Silvana Stanco – Schießen (0-1-0)
Paris 2024: Silber, Trap Frauen
- Massimo Stano – Leichtathletik (1-0-0)
Tokio 2020: Gold, 20 km Gehen Männer
- Maurizio Stecca – Boxen (1-0-0)
Los Angeles 1984: Gold, Bantamgewicht Männer
- Andreea Ștefănescu – Rhythmische Sportgymnastik (0-0-1)
London 2012: Bronze, Gruppe
- Ivo Stefanoni – Rudern (1-0-1)
Melbourne 1956: Gold, Vierer mit Steuermann
Rom 1960: Bronze, Vierer mit Steuermann
- Giovanni Steffè – Rudern (0-1-0)
London 1948: Silber, Zweier mit Steuermann
- Agostino Straulino – Segeln (1-1-0)
Helsinki 1952: Gold, Star
Melbourne 1956: Silber, Star
- Myriam Sylla – Volleyball (1-0-0)
Paris 2024: Gold, Frauen
- Mike Sylvester – Basketball (0-1-0)
Moskau 1980: Silber, Männer

### T
- Chiara Tabani – Wasserball (0-1-0)
Rio de Janeiro 2016: Silber, Frauen
- Carlo Tacchini – Kanu (0-1-0)
Paris 2024: Silber, Zweier-Canadier 500 m Männer
- Ginevra Taddeucci – Schwimmen (0-1-0)
Paris 2024: Bronze, 10 km Freiwasser Frauen
- Matteo Tagliariol – Fechten (1-0-1)
Peking 2008: Gold, Degen Einzel Männer
Peking 2008: Bronze, Degen Team Männer
- Vittorio Tamagnini – Boxen (1-0-0)
Amsterdam 1928: Gold, Bantamgewicht Männer
- Gianmarco Tamberi – Leichtathletik (1-0-0)
Tokio 2020: Gold, Hochsprung Männer
- Athos Tanzini – Fechten (0-1-0)
Berlin 1936: Silber, Säbel Team Männer
- Anna Luisa Tanzini – Turnen (0-1-0)
Amsterdam 1928: Silber, Teammehrkampf Frauen
- Luigi Tarantino – Fechten (0-1-3)
Atlanta 1996: Bronze, Säbel Team Männer
Athen 2004: Silber, Säbel Team Männer
Peking 2008: Bronze, Säbel Team Männer
London 2012: Bronze, Säbel Team Männer
- Aldo Tarlao – Rudern (0-1-0)
London 1948: Silber, Zweier mit Steuermann
- Antonio Tartaglia – Bob (1-0-0)
Nagano 1998: Gold, Zweierbob Männer
- Gottlieb Taschler – Biathlon (0-0-1)
Calgary 1988: Bronze, 4 × 7,5-km-Staffel Männer
- Luigi Tasselli – Radsport (1-0-0)
Amsterdam 1928: Gold, 4000 m Teamverfolgung Männer
- Laura Teani – Wasserball (0-1-0)
Rio de Janeiro 2016: Silber, Frauen
- Stefano Tempesti – Wasserball (0-1-1)
London 2012: Silber, Männer
Rio de Janeiro 2016: Bronze, Männer
- Tonhi Terenzi – Fechten (0-0-1)
Atlanta 1996: Bronze, Säbel Team Männer
- Rodolfo Terlizzi – Fechten (1-1-0)
Antwerpen 1920: Gold, Florett Team Männer
Los Angeles 1932: Silber, Florett Team Männer
- Ferdinando Terruzzi – Radsport (1-0-0)
London 1948: Gold, Tandem Männer
- Luca Tesconi – Schießen (0-1-0)
London 2012: Silber, Luftpistole Männer
- Franco Testa – Radsport (1-1-0)
Rom 1960: Gold, 4000 m Teamverfolgung Männer
Tokio 1964: Silber, 4000 m Teamverfolgung Männer
- Irma Testa – Boxen (0-0-1)
Tokio 2020: Bronze, Federgewicht Frauen
- Paolo Ignazio Maria Thaon Di Revel – Fechten (1-0-0)
Antwerpen 1920: Gold, Degen Team Männer
- Gustav Thöni – Ski Alpin (1-2-0)
Sapporo 1972: Gold, Riesenslalom Männer
Sapporo 1972: Silber, Slalom Männer
Innsbruck 1976: Silber, Slalom Männer
- Roland Thöni – Ski Alpin (0-0-1)
Sapporo 1972: Bronze, Slalom Männer
- Gianluca Tiberti – Moderner Fünfkampf (0-1-1)
Seoul 1988: Silber, Team Männer
Barcelona 1992: Bronze, Team Männer
- Stefano Ticci – Bob (0-0-1)
Lillehammer 1994: Bronze, Zweierbob Männer
- Ruggero Tita – Segeln (2-0-0)
Tokio 2020: Gold, Nacra 17 Mixed
Paris 2024: Gold, Skeet Mixed
- Michele Tito – Leichtathletik (0-0-1)
London 1948: Bronze, 4 × 100-m-Staffel Männer
- Davide Tizzano – Rudern (2-0-0)
Seoul 1988: Gold, Doppelvierer Männer
Atlanta 1996: Gold, Doppelzweier Männer
- Salvatore Todisco – Boxen (0-1-0)
Los Angeles 1984: Silber, Halbfliegengewicht Männer
- Edgardo Toetti – Leichtathletik (0-0-1)
Los Angeles 1932: Bronze, 4 × 100-m-Staffel Männer
- Paolo Tofoli – Volleyball (0-2-1)
Atlanta 1996: Silber, Männer
Sydney 2000: Bronze, Männer
Athen 2004: Silber, Männer
- Franco Tognini – Turnen (1-0-0)
Los Angeles 1932: Gold, Teammehrkampf Männer
- Alberto Tomba – Ski Alpin (3-2-0)
Calgary 1988: Gold, Riesenslalom Männer
Calgary 1988: Gold, Slalom Männer
Albertville 1992: Gold, Riesenslalom Männer
Albertville 1992: Silber, Slalom Männer
Lillehammer 1994: Silber, Slalom Männer
- Giuseppe Tonani – Gewichtheben (1-0-0)
Paris 1924: Gold, Schwergewicht Männer
- Carlo Toniatti – Rudern (0-0-1)
Paris 1924: Bronze, Achter Männer
- Filippo Tortu – Leichtathletik (1-0-0)
Tokio 2020: Gold, 4 × 100 m Männer
- Piero Toscani – Boxen (1-0-0)
Amsterdam 1928: Gold, Mittelgewicht Männer
- Giuseppe Tosi – Leichtathletik (0-1-0)
London 1948: Silber, Diskuswurf Männer
- Noémi Tóth – Wasserball (1-0-0)
Athen 2004: Gold, Frauen
- Roberto Tozzi – Leichtathletik (0-0-1)
Moskau 1980: Bronze, 4 × 400-m-Staffel Männer
- Renato Traiola – Wasserball (0-0-1)
Helsinki 1952: Bronze, Männer
- Livio Trapè – Radsport (1-1-0)
Rom 1960: Gold, Teamzeitfahren Männer
Rom 1960: Silber, Straßenrennen Männer
- Lucia Traversa – Fechten (0-1-0)
Seoul 1988: Silber, Florett Team Frauen
- Lidia Trettel – Snowboard (0-0-1)
Salt Lake City 2002: Bronze, Parallel-Riesenslalom Frauen
- Giovanna Trillini – Fechten (4-1-3)
Barcelona 1992: Gold, Florett Einzel Frauen
Barcelona 1992: Gold, Florett Team Frauen
Atlanta 1996: Gold, Florett Team Frauen
Atlanta 1996: Bronze, Florett Einzel Frauen
Sydney 2000: Gold, Florett Team Frauen
Sydney 2000: Bronze, Florett Einzel Frauen
Athen 2004: Silber, Florett Einzel Frauen
Peking 2008: Bronze, Florett Team Frauen
- Franco Trincavelli – Rudern (1-0-1)
Melbourne 1956: Gold, Vierer mit Steuermann
Rom 1960: Bronze, Vierer mit Steuermann
- Gian Giorgio Trissino – Reiten (1-1-0)
Paris 1900: Gold, Hochspringen
Paris 1900: Silber, Weitspringen
- Emilio Trivini – Rudern (0-1-0)
Tokio 1964: Silber, Vierer mit Steuermann
- Carolina Tronconi – Turnen (0-1-0)
Amsterdam 1928: Silber, Teammehrkampf Frauen
- Giovanni Tubino – Turnen (1-0-0)
Antwerpen 1920: Gold, Teammehrkampf Männer
- Nicola Tumolero – Eisschnelllauf (0-0-1)
Pyeongchang 2018: Bronze, 10.000 m Männer
- Adolfo Tunesi – Turnen (1-0-0)
Stockholm 1912: Gold, Teammehrkampf Männer
- Carlo Turcato – Fechten (0-1-0)
London 1948: Silber, Säbel Team Männer
- Valentina Turisini – Schießen (0-1-0)
Athen 2004: Silber, Kleinkaliber-Dreistellungskampf Frauen
- Giordano Turrini – Radsport (0-1-0)
Mexiko-Stadt 1968: Silber, Sprint Männer

### U
- Elisa Uga – Fechten (0-1-0)
Atlanta 1996: Silber, Degen Team Frauen
- Dino Urbani – Fechten (2-0-0)
Antwerpen 1920: Gold, Degen Team Männer
Antwerpen 1920: Gold, Säbel Team Männer
- Giorgio Ursi – Radsport (0-1-0)
Tokio 1964: Silber, 4000 m Einzelverfolgung Männer

### V
- Dorina Vaccaroni – Fechten (1-1-1)
Los Angeles 1984: Bronze, Florett Einzel Frauen
Seoul 1988: Silber, Florett Einzel Frauen
Barcelona 1992: Gold, Florett Team Frauen
- Fulvio Valbusa – Skilanglauf (1-1-0)
Nagano 1998: Silber, 4 × 10-km-Staffel Männer
Turin 2006: Gold, 4 × 10-km-Staffel Männer
- Sabina Valbusa – Skilanglauf (0-0-1)
Turin 2006: Bronze, 4 × 5-km-Staffel Frauen
- Arianna Valcepina – Shorttrack (0-1-0)
Peking 2022: Silber, 2000 m Mixed-Staffel
- Martina Valcepina – Shorttrack (0-2-1)
Sotschi 2014: Bronze, 3000 m Staffel Frauen
Pyeongchang 2018: Silber, 3000 m Staffel Frauen
Peking 2022: Silber, 2000 m Mixed-Staffel
- Alessandro Valerio – Reiten (0-1-0)
Antwerpen 1920: Silber, Springreiten Einzel
- Trebisonda Valla – Leichtathletik (1-0-0)
Berlin 1936: Gold, 80 m Hürden Frauen
- Francesco Valle – Boxen (0-0-1)
Tokio 1964: Bronze, Mittelgewicht Männer
- Mario Vallotto – Radsport (1-0-0)
Rom 1960: Gold, 4000 m Teamverfolgung Männer
- Martina Valcepina – Shorttrack (0-0-1)
Sotschi 2014: Bronze, 3000 m Staffel Frauen
- Claudio Vandelli – Radsport (1-0-0)
Los Angeles 1984: Gold, Teamzeitfahren Männer
- Simone Vanni – Fechten (1-0-0)
Athen 2004: Gold, Florett Team Männer
- Paolo Vannucci – Fußball (1-0-0)
Berlin 1936: Gold, Männer
- Bice Vanzetta – Skilanglauf (0-0-2)
Albertville 1992: Bronze, 4 × 5-km-Staffel Frauen
Lillehammer 1994: Bronze, 4 × 5-km-Staffel Frauen
- Giorgio Vanzetta – Skilanglauf (1-1-2)
Albertville 1992: Silber, 4 × 10-km-Staffel Männer
Albertville 1992: Bronze, 15 km Verfolgung Männer
Albertville 1992: Bronze, 50 km Freistil Männer
Lillehammer 1994: Gold, 4 × 10-km-Staffel Männer
- Angelo Vanzin – Rudern (1-0-0)
Melbourne 1956: Gold, Vierer mit Steuermann
- Bruno Vattovaz – Rudern (0-1-0)
Los Angeles 1932: Silber, Vierer mit Steuermann
- Paolo Vecchi – Volleyball (0-0-1)
Los Angeles 1984: Bronze, Männer
- Renzo Vecchiato – Basketball (0-1-0)
Moskau 1980: Silber, Männer
- Alessandro Velotto – Wasserball (0-0-1)
Rio de Janeiro 2016: Bronze, Männer
- Simone Venier – Rudern (0-1-0)
Peking 2008: Silber, Doppelvierer Männer
- Bruno Venturini – Fußball (1-0-0)
Berlin 1936: Gold, Männer
- Marco Venturini – Schießen (0-0-1)
Barcelona 1992: Bronze, Trap Männer
- Ines Vercesi – Turnen (0-1-0)
Amsterdam 1928: Silber, Teammehrkampf Frauen
- Valerio Vermiglio – Volleyball (0-1-0)
Athen 2004: Silber, Männer
- Laura Vernizzi – Rhythmische Sportgymnastik (0-1-0)
Athen 2004: Silber, Team
- Ciro Verratti – Fechten (1-0-0)
Berlin 1936: Gold, Florett Team Männer
- Roberto Vestrini – Rudern (0-1-0)
Los Angeles 1932: Silber, Achter Männer
- Luca Vettori – Volleyball (0-1-0)
Rio de Janeiro 2016: Silber, Männer
- Valentina Vezzali – Fechten (6-1-2)
Atlanta 1996: Gold, Florett Team Frauen
Atlanta 1996: Silber, Florett Einzel Frauen
Sydney 2000: Gold, Florett Einzel Frauen
Sydney 2000: Gold, Florett Team Frauen
Athen 2004: Gold, Florett Einzel Frauen
Peking 2008: Gold, Florett Einzel Frauen
Peking 2008: Bronze, Florett Team Frauen
London 2012: Gold, Florett Team Frauen
London 2012: Bronze, Florett Einzel Frauen
- Pierfranco Vianelli – Radsport (1-0-1)
Mexiko-Stadt 1968: Gold, Straßenrennen Männer
Mexiko-Stadt 1968: Bronze, Teamzeitfahren Männer
- Angelo Vicardi – Turnen (0-0-1)
Rom 1960: Bronze, Teammehrkampf Männer
- Giuseppe Vicino – Rudern (0-0-2)
Rio de Janeiro 2016: Bronze, Vierer ohne Steuermann
Tokio 2020: Bronze, Vierer ohne Steuermann
- Lynn Vidali – Schwimmen (0-0-1)
München 1972: Bronze, 400 m Lagen Frauen
- Paolo Vidoz – Boxen (0-0-1)
Sydney 2000: Bronze, Superschwergewicht Männer
- Marino Vigna – Radsport (1-0-0)
Rom 1960: Gold, 4000 m Teamverfolgung Männer
- Giorgia Villa – Turnen (0-1-0)
Paris 2024: Silber, Teammehrkampf Frauen
- Marco Villa – Radsport (0-0-1)
Sydney 2000: Bronze, Madison Männer
- Renato Villalta – Basketball (0-1-0)
Moskau 1980: Silber, Männer
- Bruno Visintin – Boxen (0-0-1)
Helsinki 1952: Bronze, Halbweltergewicht Männer
- Omar Visintin – Snowboard (0-1-1)
Peking 2022: Silber, Snowboardcross Team Mixed
Peking 2022: Bronze, Snowboardcross Männer
- Rita Vittadini – Turnen (0-1-0)
Amsterdam 1928: Silber, Teammehrkampf Frauen
- Nicolò Vittori – Rudern (1-0-0)
Amsterdam 1928: Gold, Vierer mit Steuermann
- Lisa Vittozzi – Biathlon (0-0-1)
Pyeongchang 2018: Bronze, Mixed-Staffel
- Elena Viviani – Shorttrack (0-0-1)
Sotschi 2014: Bronze, 3000 m Staffel Frauen
- Elia Viviani – Radsport (1-1-1)
Rio de Janeiro 2016: Gold, Omnium Männer
Tokio 2020: Bronze, Omnium Männer
Paris 2024: Silber, Madison Männer
- Nicola Vizzoni – Leichtathletik (0-1-0)
Sydney 2000: Silber, Hammerwurf Männer
- Alice Volpi – Fechten (0-1-1)
Tokio 2020: Bronze, Florett Team Frauen
Paris 2024: Silber, Florett Team Frauen
- Mirko Vuillermin – Shorttrack (1-1-0)
Lillehammer 1994: Gold, 5000 m Staffel Männer
Lillehammer 1994: Silber, 500 m Männer
- Fabio Vullo – Volleyball (0-0-1)
Los Angeles 1984: Bronze, Männer

### W
- Gerda Weißensteiner – Rodeln, Bob (1-0-1)
Lillehammer 1994: Gold, Einsitzer Frauen
Turin 2006: Bronze, Zweierbob Frauen
- Dorothea Wierer – Biathlon (0-0-3)
Sotschi 2014: Bronze, Mixed-Staffel
Pyeongchang 2018: Bronze, Mixed-Staffel
Peking 2022: Bronze, Sprint Frauen
- Dominik Windisch – Biathlon (0-0-3)
Sotschi 2014: Bronze, Mixed-Staffel
Pyeongchang 2018: Bronze, Sprint Männer
Pyeongchang 2018: Bronze, Mixed-Staffel
- Alberto Winkler – Rudern (1-0-0)
Melbourne 1956: Gold, Vierer mit Steuermann

### Z
- Margherita Zalaffi – Fechten (1-2-0)
Seoul 1988: Silber, Florett Team Frauen
Barcelona 1992: Gold, Florett Team Frauen
Atlanta 1996: Silber, Degen Team Frauen
- Primo Zamparini – Boxen (0-1-0)
Rom 1960: Silber, Bantamgewicht Männer
- Giorgio Zampori – Turnen (4-0-1)
Stockholm 1912: Gold, Teammehrkampf Männer
Antwerpen 1920: Gold, Teammehrkampf Männer
Antwerpen 1920: Gold, Einzelmehrkampf Männer
Paris 1924: Gold, Teammehrkampf Männer
Paris 1924: Bronze, Barren Männer
- Emanuela Zanchi – Wasserball (1-0-0)
Athen 2004: Gold, Frauen
- Roberto Zandonella – Bob (1-0-0)
Grenoble 1968: Gold, Viererbob Männer
- Mario Zanin – Radsport (1-0-0)
Tokio 1964: Gold, Straßenrennen Männer
- Mirko Zanni – Gewichtheben (0-0-1)
Tokio 2020: Bronze, Federgewicht Männer
- Umberto Zanolini – Turnen (1-0-0)
Stockholm 1912: Gold, Teammehrkampf Männer
- Sergio Zardini – Bob (0-1-0)
Innsbruck 1964: Silber, Zweierbob Männer
- Ivan Zaytsev – Volleyball (0-1-0)
Rio de Janeiro 2016: Silber, Männer
- Lorenzo Zazzeri – Schwimmen (0-1-1)
Tokio 2020: Silber, 4 × 100 m Freistil Männer
Paris 2024: Bronze, 4 × 100 m Freistil Männer
- Matteo Zennaro – Fechten (0-0-1)
Sydney 2000: Bronze, Florett Team Männer
- Andreas Zingerle – Biathlon (0-0-1)
Calgary 1988: Bronze, 4 × 7,5-km-Staffel Männer
- Katia Zini – Shorttrack (0-0-1)
Turin 2006: Bronze, 3000 m Staffel Frauen
- Mara Zini – Shorttrack (0-0-1)
Turin 2006: Bronze, 3000 m Staffel Frauen
- Armin Zöggeler – Rodeln (2-1-2)
Lillehammer 1994: Bronze, Einsitzer Männer
Nagano 1998: Silber, Einsitzer Männer
Salt Lake City 2002: Gold, Einsitzer Männer
Turin 2006: Gold, Einsitzer Männer
Vancouver 2010: Bronze, Einsitzer Männer
Sotschi 2014: Bronze, Einsitzer Männer
- Andrea Zorzi – Volleyball (0-1-0)
Atlanta 1996: Silber, Männer
- Angelo Zorzi – Turnen (2-0-0)
Stockholm 1912: Gold, Teammehrkampf Männer
Antwerpen 1920: Gold, Teammehrkampf Männer
- Cristian Zorzi – Skilanglauf (1-1-1)
Salt Lake City 2002: Silber, 4 × 10-km-Staffel Männer
Salt Lake City 2002: Bronze, Sprint Freistil Männer
Turin 2006: Gold, 4 × 10-km-Staffel Männer
- Francesco Zucchetti – Radsport (1-0-0)
Paris 1924: Gold, 4000 m Teamverfolgung Männer
- Giovanni Zucchi – Rudern (0-0-1)
Rom 1960: Bronze, Vierer mit Steuermann
- Vincenzo Zucconelli – Radsport (0-1-0)
Helsinki 1952: Silber, Teamfahren Männer
- Giovanni Zuddas – Boxen (0-1-0)
London 1948: Silber, Bantamgewicht Männer
- Mauro Zuliani – Leichtathletik (0-0-1)
Moskau 1980: Bronze, 4 × 400-m-Staffel Männer